# Netrocera seydeli
Netrocera seydeli is een vlinder uit de familie venstervlekjes (Thyrididae). De wetenschappelijke naam van deze soort is voor het eerst geldig gepubliceerd in 1931 door Hering.
De soort komt voor in tropisch Afrika.